# 雷電將軍
雷電將軍，本名雷電影，是米哈遊開發電子遊戲《原神》中的虛構角色，角色於遊戲2021年更新的2.0版本中登場，為主線劇情稻妻篇的重要角色，同年成為可玩角色。她是虛構國家稻妻的統治者，是遊戲內執掌七大國的神明之一，譽為雷神「巴爾」，當地人尊稱為「御建鳴神主尊大御所大人」。雷電將軍的中文配音為菊花花，日文配音為澤城美雪，韓文配音為朴志㣧，英文配音為安妮·亞科。
雷電將軍的角色原型是日本神話中的雷神和日本古代的軍事領袖征夷大將軍，服飾設計有參考和服。作為稻妻地區的重要角色，雷電將軍也獲得玩家和媒體的關注，評論員認為角色造型與米哈遊另一個作品《崩壞3》角色類似，角色在劇情中的表現毀譽參半，角色在戰鬥中表現評價正面。

## 創作及設計

### 角色宣傳
雷電將軍最早於2021年7月9日的遊戲2.0版本前瞻直播中亮相，米哈遊的小螺號在介紹角色時表示雷電將軍是主線劇情稻妻篇的「核心關鍵所在」，她與旅行者（玩家）的衝突會是該篇章故事的重點，隨後她在遊戲2.0版本「不動鳴神，泡影斷滅」作為非玩家角色上線。7月22日在遊戲2.0版本推出不久，米哈遊在社交平台公佈了雷電將軍與九條裟羅、珊瑚宮心海的立繪插畫，並預告三個角色會在遊戲2.1版本作為可玩角色上線。8月20日的遊戲2.1版本前瞻直播中，製作組表示雷電將軍的角色劇情「天下人之章」會在新版本中推出，角色劇情需玩家完成遊戲主線第二章·第三幕「千手百眼，天下人間」才能開啟，同時也會上線角色專屬武器「薙草之稻光」。8月26日，米哈遊發佈了角色預告視頻，視頻通過一些過去的片段，解釋了雷電將軍為何轉變成為冷酷無情，結合遊戲中的碎片化的記錄，視頻中出現了雷電將軍曾經的好友知己，他們都一一離她而去，這些生離死別的經歷導致她去追求「永恆」。
2022年2月4日，遊戲2.5版本前瞻直播中，米哈遊預告了雷電影的人偶在新版本中會有新的形象，還將作為常駐每週頭目供玩家挑戰，節目主持人為這個頭目的登場留下懸念，呼籲玩家在遊戲中探明，同時也會推出雷電將軍的角色劇情「天下人之章」第二幕。3月11日，米哈遊在玩家社區HoYoLAB上發佈了八重神子和雷電將軍等角色的表情包。

### 角色設計
截止原神上線一週年時，雷電將軍是製作組耗費最長時間和修改次數最多的角色，角色在故事的身份是與遊戲中的溫迪和钟離一樣是遊戲內執掌七大國的神明之一，她是一個高壓的統治者，是稻妻篇中主要的反派人物。她在稻妻推行「眼狩令」，收繳國內的神之眼，還有實行「鎖國令」，禁止稻妻與其他地區進行交流，並以雷霆覆蓋稻妻海疆。雷電將軍在稻妻人民心中是守衛稻妻千年的「御建鳴神主尊大御所大人」，她是極致的武人，稻妻的薙刀術、劍術和各門派的鍛刀技術皆出自她手，這讓她在鍛造單手劍和長柄武器時能減少資源的消耗。為了塑造出強大神明的形象，製作組在主線設計了兩次旅行者和雷電將軍的戰鬥，戰鬥中還限制玩家角色使用技能，以營造壓迫感和絕望感。遊戲中角色除了沉著冷峻的威嚴的一面，也有不會烹飪料理的一面，在角色語音列表中角色也坦言自己什麼都會，就是不會做飯。角色設計有參考一些日本文化，角色原型是日本神話中的雷神，「將軍」的稱呼源於日本的征夷大將軍，在稻妻推行的「鎖國令」源於德川幕府施行的鎖國政策，「眼狩令」源於刀狩令。角色服飾是以紫色為主色的長袍，腰間繫有和服的飾物，包括腰帶、帶揚（帯揚げ）和帶締（帯締め），還有印上日本傳統符號「三巴紋」的飾物。角色動作設計著重表現出從容、威嚴和神性，製作組為角色製作了一套獨特的動作美術，角色在元素爆發時使用的劍術參考日本劍道的八相之構、上下段等姿勢及納刀、正斬等動作。角色的技能設計以故事中角色「凝結眾生之願」為基礎，將「願望」轉化為「願力」概念，並和遊戲的元素充能機制結合；技能在測試階段有過數次修改，在測試初期雷電將軍的技能對另一個角色北斗有很強的增益，角色正式上線後，雷電將軍的技能變成對北斗完全没有增益。角色的輔助技能「諸願百眼之輪」會在角色身後形成一個光環，製作組收到了玩家反饋光環亮度會造成眼睛不適，由此製作組在遊戲2.2版本降低了光環的亮度。

### 角色配音
角色的中文配音是菊花花，日文配音是澤城美雪，前者擅長成熟聲線，後者以優雅成熟聲線聞名。英文配音為曾經聲演《咒術迴戰》釘崎野薔薇的安妮·亞科負責，安妮·亞科的演出有著中大西洋口音，在遊戲中她為雷電真、雷電影和雷電將軍三個角色配音。安妮·亞科在一次訪談中提及聲演雷電將軍對她來說是一次挑戰，角色的聲音很特別，米哈遊要求角色的演出不要帶有機器人的感覺，但是角色性格是冷酷又無感情，對她來說有一定難度。由於雷電將軍在設定中是一個領袖，所以她在演出時有刻意讓角色語氣帶有威嚴。

## 作品中表現

### 角色故事
在雷電將軍上線遊戲之前，遊戲中已經透過一些傳說和角色對她的評價進行側面的描述，她為統治稻妻的雷神，神名為「巴爾」，稻妻人民稱呼其為「雷電將軍」。現任的雷神並不是最初的塵世七執政，她追求「永恆」，以鐵腕的手段統治稻妻。璃月的岩神鍾離曾評論巴爾的施政，巴爾認為「神之眼」是神明賦予的能力，是影響「永恆」的不穩定因素，所以在稻妻頒布了收繳神之眼的「眼狩令」，而且自眼狩令頒布之後，稻妻地區就未曾出現雷元素的神之眼。
雷電將軍，本名雷電影，是稻妻地區的统治者，在當地有「御建鳴神主尊大御所大人」的威名，神名為「巴爾澤布」。她是前任雷神「雷電真」的妹妹，兩人是雙生魔神，共同贏下了魔神戰爭。隨後雷電真在稻妻設下幕府，她精於管理但不擅武藝，雷電影是善戰的武者，作為影武者輔助姊姊管理稻妻，世人大多不知道兩人共同執政。在數百年前的一場大戰中，雷電真隕落，雷電影承繼雷神之位，對外沿用姊姊的神名「巴爾」，經歷過朋友和親人的離去，雷電影決意追求「永恆」。為了避免時間帶來的「磨損」，她製作了與她外形一樣的人偶「雷電將軍」負責處理日常政務和承受磨損，自身在內心世界「一心淨土」中修行。她的眷屬八重神子不太認同她的做法，在旅行者到訪稻妻之後，八重神子發現旅行者能進入「一心淨土」，於是鍛煉旅行者擁有對抗雷電影的能力，希望以武力的形式讓雷電影明白當下追求「永恆」的方式是無效的。在旅行者和八重神子的努力下，雷電影改變了先前的想法，也廢除眼狩令。雷電影也開始反思過去管理稻妻的方式，並著手改變人偶的設定。雷電影在設計人偶之初就考慮過自己日後可能會三心兩意，有糾正機制確保自己的「初心」得以踐行。雷電影為了修改人偶的設定，與人偶在次空間戮戰數百年並勝之，向人偶證明自己新的想法經得起挑戰和考驗。在戰鬥中她也獲得雷電真留下的殘魂認可，獲得眷顧稻妻的「神櫻樹」種子，並在過去種下種子，接著雷電影解除了稻妻的鎖國令。

### 角色玩法
《原神》2.1版本「韶光撫月，天下人間」更新之後，玩家可以在遊戲中透過祈願的方式讓雷電將軍加入隊伍，她是一個使用長柄武器的雷元素角色，在元素爆發時會召喚出太刀作戰。製作組對角色定位是「强化队伍元素爆发威力的辅助角色」，她的技能可以有效提高隊伍的元素能量的循環效率，增強隊伍中其他角色的傷害輸出。

## 反響及評價

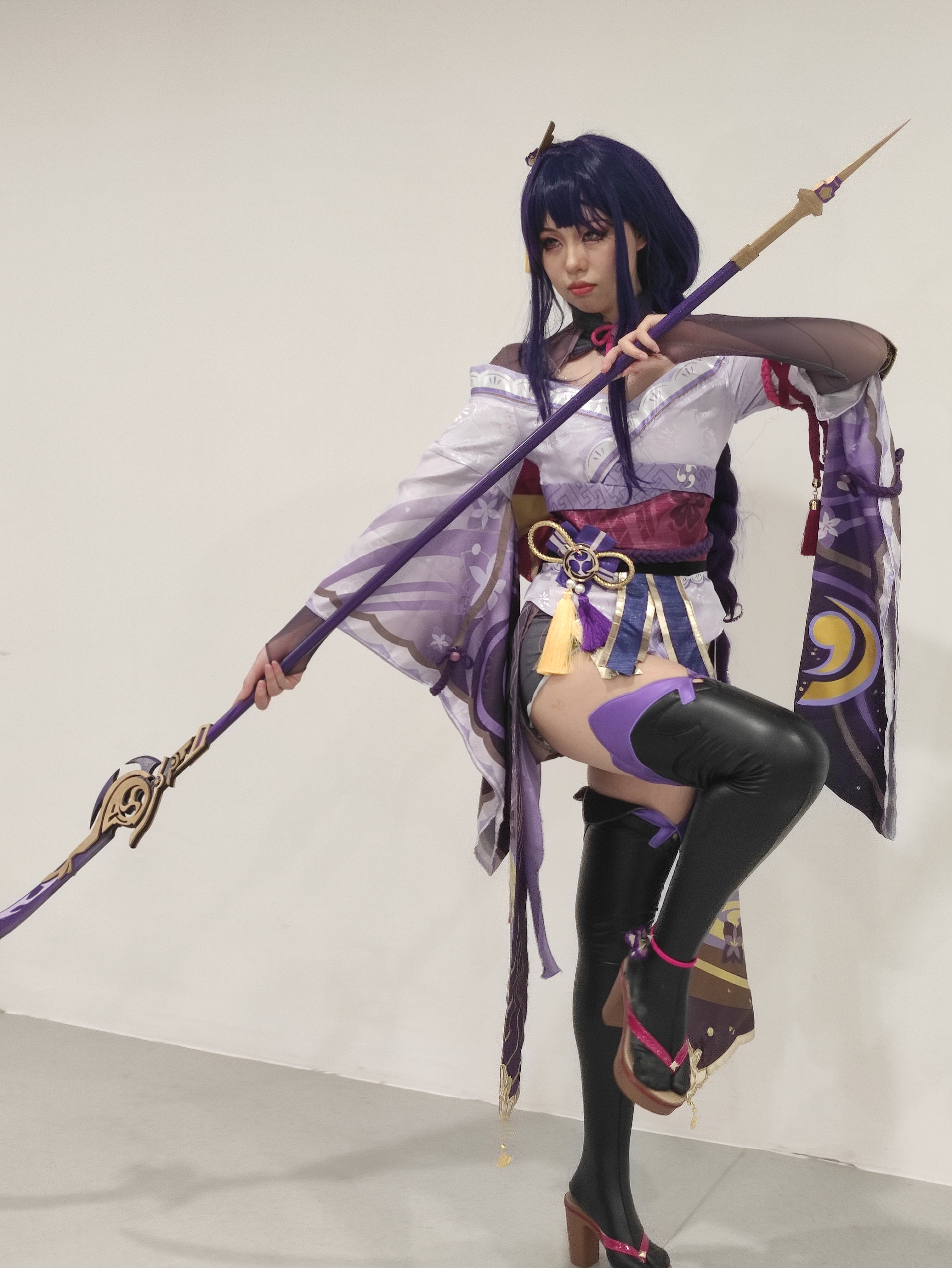
雷电将军的cosplay

雷電將軍自2021年7月9日的遊戲宣傳視頻中首次亮相之後，視頻中她從胸口拔刀，冷峻呵斥旅行者的畫面，角色的外形和氣質獲得玩家的關注。在日本、中國大陸及歐美都有不少畫師創作角色同人插畫，也吸引一些角色扮演者和模特去扮演成雷電將軍。2021年8月，在日本遊戲媒體INSIDE發起的「最想入手的稻妻角色」調查中，雷電將軍以近半的票數獲得第一位。Screen Rant曾報道在HoYofest Malaysia 2021中，yushirocos扮演成雷電將軍，吸引了現場大量角色粉絲圍觀。2021年9月雷電將軍作為可玩角色上線後一周，角色卡池就為米哈遊帶來1.5億美元的營收，遠超上一個月的全部營收，當月《原神》登上四十二個國家和地區的手機遊戲暢銷榜首位。她的角色卡池帶來的營收超過了過去所有角色卡池創下的記錄，這個記錄也一直保持到遊戲2.5版本，米哈遊第二次推出她的角色卡池。外鄉人在《香港01》撰文表示「雷電將軍如此火紅，除了角色本身設計出眾、事前宣傳夠多、玩家期待度高之外，亦因為原神在9月迎來1周年，官方將玩家首次課金可獲雙倍水晶的福利重置（首儲重置），『買一送一』之下課金的人自然增多」。在2022年3月雷電將軍與珊瑚宮心海第二次出現在祈願時，雷電將軍的相關話題登上bilibili熱搜第二位，當日《原神》登上二十多個國家和地區的iOS遊戲暢銷榜首位。在遊戲2.6版本的遊戲活動「光華容彩祭」中，出現了雷電將軍的人偶「御建鳴神主尊大御所大人像」，不久就有玩家根據遊戲資料做出了實物。
角色設計方面，遊戲日報的編輯南山虎指出雷電將軍的形象與《崩壞3》的角色「雷電芽衣」雷之律者設計有很多相似之處，兩個角色的中日配音演員一致，並且「雷律的中日声线也变得深沉凌厉，和直播中的雷神如出一辙」，而在雷電將軍形象發佈之前，雷電芽衣的雷之律者形象還一度被謠傳為雷電將軍。評論員在《Fami通》發文直言自己在遊戲中最喜歡的角色就是雷電將軍，他稱讚了角色冷酷凌厲的攻擊動作設計和角色劇情中自然流露的可愛。Kotaku華裔編輯姜思琪批評雷電將軍的英文配音本地化做的不夠好，甚至改變了角色的性格。雷電將軍在設定中是傲慢的角色，但是加入玩家隊伍後也有溫柔的一面，在中配會表現出類似女性長輩的方式去關心玩家，而英配演繹出來的就是單一的女老闆形象。
角色劇情設計方面獲得一些評論家的好評，姜思琪認為雷電將軍作為遊戲中的反派讓人大開眼界，他從稻妻篇看到對現實的借鑒和聯想到一些硅谷富豪建地堡的行為，雷電將軍為了阻止社會的變化，使用人偶去管治國家，將自身封鎖在一個旁人難以觸及的空間。雖然很少角色知道人偶的秘密，但是故事的核心衝突就是對人工智能統治的反抗。姜思琪也指出主線劇情中雷電影的行為邏輯站不住腳，她也並沒有為自己的失誤付出相應的代價。直到遊戲2.5版本的新增角色劇情，才補足了相關內容。姜思琪稱讚新劇情中角色情感的微妙變化豐富了角色的形象，這也是他近年來看到的最真實的悲情故事。新故事將原來的意識形態衝突重塑成角色走出傷痛的旅程。Siliconera的編輯對雷電將軍的角色劇情進行了評論，角色劇情第一幕的內容設計基本上和遊戲中其他女性角色的角色劇情差不多。第二幕有很大的轉變，講述了角色的成長，也提供了新的視角去講述角色的過去。第二幕的整體體驗也更好，由此對其他不太讓人滿意的角色劇情在未來的發展有了期待。
角色玩法方面，遊戲媒體對角色的評價普遍正面，同時也有媒體指出角色的培養和技能的使用有一定難度。Screen Rant的Kevin Wong認為雷電將軍是一個優秀的進攻輔助，她的元素爆發能在短時間內有很高的傷害輸出。Game Rant的表示雷電將軍自上線以來就認為是一個必備角色，這觀點讓她的角色卡池極受歡迎。目前她是《原神》最強的輔助角色，同時她的設計也很友好，不像其他五星角色需要激活命座系統才能發揮全部戰力，雷電將軍在0命和滿命之間的差距並不大。則表示雷電將軍擁有遊戲中最有趣的機制之一，只是角色的培養很複雜，她也是遊戲中少數容易出現收益遞減的角色。南山虎認為角色的技能能強化了某些隊伍組合，角色自身也可以培養成核心主力，但是「培养成本极高」，還需要特定的角色「专程『辅佐』」。PC Gamer的編輯評價雷電將軍和其他塵世執政鍾離和溫迪一樣，具有自己獨特的優勢。她的技能「諸願百眼之輪」很適合用於元素反應機制，因為這個技能不受距離影響，在擊中敵人時就會激活，並且能主動增加其他角色元素爆發造成的傷害。她的「夢想一心」狀態能從隊伍其他角色的元素爆發獲得傷害加成，同時在擊中敵人時能為隊伍角色進行元素充能。Rock, Paper, Shotgun評論員表示關於雷電將軍合適作為核心主力或進攻輔助的觀點有很多，其中以進攻輔助的觀點佔微弱優勢。她個人認為雷電將軍的強大足以引領整支隊伍。

## 外部連結
- bilibili上的《原神》雷电将军角色PV——「噩梦」
- bilibili上的《原神》角色演示-「雷电将军：净土裁断」
- bilibili上的《原神》拾枝杂谈-「雷电将军：鸣雷寂灭」